# Tana Bru
Tana Bru is een plaats in de Noorse gemeente Tana, provincie Finnmark. Tana Bru telt 565 inwoners (2007) en heeft een oppervlakte van 0,91 km². De plaats heeft een beperkte centrumfunctie voor het binnenland van Finnmark. Het is de zetel van de Indre Finnmark tingrett of in het samisch Sis-Finnmárkku diggegoddi, de enige Tingrett waar een gerechtelijke procedure zonder extra kosten volledig in het samisch gevoerd kan worden.